# Городище (Сафоновский район)
Городи́ще — деревня в Смоленской области России, в Сафоновском районе. Расположена в центральной части области в 25 км к северо-востоку от Сафонова, в 4,5 км севернее автомагистрали М1 «Беларусь», на правом берегу реки Дымка. Входит в состав Прудковского сельского поселения.

## История
В 1715 году деревня становится селом (вотчинником Е. Н. Брыкиным построена деревянная церковь). В 1795 году местный помещик Анненский А. И. перестроил церковь в каменную. До наших дней не сохранилась. Недалеко от села в течение некоторого времени велась добыча известняка каменноугольной системы.

## Достопримечательности
- Памятники археологии: городище на территории деревни 1-го тысячелетия до н. э. (позднее заселялось древнерусским населением в XI-XIII веках). 3 селища.